# Mathematica Scandinavica
Mathematica Scandinavica est une revue mathématique  à comité de lecture.
La revue a été créée en 1953 et paraît 4 fois par an. Elle est éditée par l'université d'Aarhus  au Danemark, et est gérée par les cinq sociétés mathématiques scandinaves

## Description
Mathematica Scandinavica est une revue de mathématiques évaluée par des pairs  publiée depuis 1953. La revue est gérée par les cinq sociétés mathématiques de Scandinavie, à savoir les sociétés danoise, finlandaise, islandaise, norvégienne et suédoise. 
Le comité de rédaction est formé de cinq personnes, une de chaque pays, et coordonné par Andrew Swann.
Mathematica Scandinavica publie environ 640 pages par an, en 2 volumes par an, composés chacun de 2 numéros.  À partir de 2020 paraît un seul volume composé de 3 numéros (de 160, 240 et 240 pages, respectivement). Les numéros paraissent alors à des intervalles d'environ 4 mois.
Les anciens volumes sont disponibles en version papier et en ligne à partir de 1953. L'accès aux articles en ligne est gratuit pour des articles datant de cinq ans. La revue applique une politique de libre accès vert pour l'auto-archivage des auteurs.
Les articles sont indexés par MathSciNet et Zentralblatt MATH. Ils relèvent principalement des domaines analyse fonctionnelle, théorie des opérateurs, théorie des nombres, analyse complexe, algèbre commutative.
Le facteur d'impact mesuré par le Mathematical Citation Quotient (MCQ) est de 0,58 pour 2018. 
L'histoire de la fondation de la revue a été décrite dans un article de Bodil Branner paru pour le 50e anniversaire de la revue.